# Sancai Tuhui
Le Sancai Tuhui (chinois simplifié : 三才图会 ; chinois traditionnel : 三才圖會 ; pinyin : sāncái túhuì ; litt. « Compendium illustré des Trois Talents »), compilé par Wang Qi (zh) (王圻, wáng qí, 1529 — 1612) et Wang Siyi (王思义 / 王思義, wáng sīyì), tous deux natifs de Shanghai, est une encyclopédie chinoise, ou « livre des catégories » (類書). Elle a été complétée en 1607 et publiée en 1609 sous la dynastie Ming. Elle contient des illustrations de sujets correspondant aux trois mondes que sont le Ciel, la Terre et les Hommes qui sont trois catégories des connaissances développées dans le Yi Jing sous le nom de « Trois Talents » (三才, sāncái),.

## Description
Cette encyclopédie illustrée est organisée en 106 chapitres couvrant 14 catégories : astronomie, régions administratives, personnages importants, saisons, palais, outils, corps humain, vêtements, rituels, objets précieux, faune et flore. Les nombreuses illustrations d'une grande précision font l'intérêt particulier de cet ouvrage. Elles sont toujours légendées par un court texte, consistant en citations provenant de sources diverses, mais qui ne sont pas mentionnées. La partie géographique, qui relève de la section sur le monde des Hommes, passe en revue de nombreux pays, en consacrant à chacun une ou deux pages, moitié pour l’image, moitié pour le texte. « En tout ce sont 175 pays ou peuplades qui défilent, depuis les royaumes de Sinluo et Koryo, c’est-à-dire de Corée, jusqu’à La Mecque, dont on fait le lieu de naissance de la divinité locale Maxia (Mahomet) que l’on appelle là-bas « bouddha ». » La description des vêtements des peuples étrangers, notamment les Japonais et les Coréens, est très précise. Il en va de même pour la carte du monde Shanhai Yudi Quantu (illustrée ci-contre). 
Les éditions imprimées les plus anciennes ont été publiées sous les règnes de Wanli (萬厲, 1572-1620) et de Qianlong (乾隆, 1736-1795). 
Cet ouvrage servira de point de départ à une grande encyclopédie japonaise en 81 livres, la Wakan Sansai Zue, (litt. « Encyclopédie illustrée sino-japonaise »), publiée en 1712 par Terajima, médecin à Osaka.

Chariot pointant le sud, un des ancêtres chinois de la boussole